# Mosbah Sanaï
Mosbah Sanai (26. ožujka 1991.), tuniški rukometaš koji igra za Steauu Bucurešt i reprezentaciju Tunisa.
Od 2011. nastupa za reprezentaciju Tunisa. Natjecao se na Svjetskom prvenstvu 2013. u Španjolskoj, gdje je ekipa Tunisa završila jedanaesta, te u Danskoj 2019. i Egiptu 2021.
S reprezentacijom je osvojio zlato na afričkom prvenstvu 2012. u Maroku, te srebro na afričkom prvenstvu 2020. u Tunisu.